# Brémontier-Merval
Brémontier-Merval é uma comuna francesa na região administrativa da Normandia, no departamento de Sena Marítimo. Estende-se por uma área de 17,38 km². Em 2010 a comuna tinha 583 habitantes (densidade: 33,5 hab./km²).